# Spatiale muziek
De spatiale muziek (letterlijk: ruimtelijke muziek) is een muzikale stroming die in Europa uit de seriële muziek is voortgekomen en die de muzikale klankbronnen (instrumenten, zangers of luidsprekers) in de ruimte verdeelt om aan de muziek een nieuwe dimensie toe te voegen. Het principe van de ruimtelijke polyfonie werd echter spoedig opgegeven ten gunste van een stereofonische inkapseling van de luisteraars.
In Nederland heeft voornamelijk Ton de Leeuw de spatiale muziek ontwikkeld met onder andere bewegende klankbronnen (Lamento pacis, 1970), waarbij musici en zangers zich door de ruimte bewegen.